# Szwadron Kawalerii KOP „Kleck”
Szwadron Kawalerii KOP „Kleck” – pododdział kawalerii Korpusu Ochrony Pogranicza.

## Formowanie i zmiany organizacyjne
Na posiedzeniu Politycznego Komitetu Rady Ministrów, w dniach 21-22 sierpnia 1924, zapadła decyzja powołania Korpusu Wojskowej Straży Granicznej. 12 września 1924 Ministerstwo Spraw Wojskowych wydało rozkaz wykonawczy w sprawie utworzenia Korpusu Ochrony Pogranicza, a 17 września instrukcję określającą jego strukturę. Jesienią 1924, w składzie 2 Brygady Ochrony Pogranicza, rozpoczęto formowanie jednostki 10 szwadronu kawalerii. W skład szwadronu wchodzić miały cztery plutony liniowe i drużyna dowódcy szwadronu. Według etatu szwadron liczyć powinien trzech oficerów, 19 podoficerów i 65 ułanów. Na uzbrojeniu posiadał 77 karabinków, 7 pistoletów oraz 82 szable. Z dniem 2 października 1924 został przeniesiony do KOP na stanowisko dowódcy szwadronu rotmistrz 5 Pułku Strzelców Konnych Józef Rajmund Grubowski.
Szwadron był podstawową jednostką taktyczną kawalerii KOP. Zadaniem szwadronu było prowadzenie działań pościgowych, patrolowanie terenu, w dzień i w nocy, na odległości nie mniejsze niż 30 km, a także utrzymywanie łączności między odwodami kompanijnymi, strażnicami i sąsiednimi oddziałami oraz eskortowanie i organizowanie posterunków pocztowych. Wymienione zadania szwadron realizował zarówno w strefie nadgranicznej, będącej strefą ścisłych działań KOP, jak również w pasie ochronnym sięgającym około 30 km w głąb kraju. Szwadron był też jednostką organizacyjną, wyszkoleniową, macierzystą i pododdziałem gospodarczym .
W lipcu 1929 zreorganizowano kawalerię KOP. Zorganizowano dwie grupy kawalerii. Podział na grupy uwarunkowany był potrzebami szkoleniowymi i zadaniami kawalerii KOP w planie „Wschód”. Szwadron wszedł w skład grupy północnej. Przyjęto też zasadę, że szwadrony przyjmą nazwę miejscowości będącej miejscem ich stacjonowania. Obok nazwy geograficznej, do 1931 stosowano również numer szwadronu.
W 1934(?)1932roku dokonano kolejnego podziału szwadronów. Tym razem na trzy grupy inspekcyjne. Szwadron wszedł w skład grupy środkowej. Konie w poszczególnych szwadronach dobierano według maści. W szwadronie „Iwieniec” konie były gniade.
W 1934 dokonano kolejnego podziału szwadronów. Tym razem na trzy grupy inspekcyjne. Szwadron wszedł w skład grupy południowej.
Jednostką administracyjną dla szwadronu był batalion KOP „Kleck”.
W 1938 nastąpiła reorganizacja podporządkowania i struktur kawalerii KOP. Szwadrony zakwalifikowano do odpowiednich typów jednostek w zależności od miejsca stacjonowania. Szwadron zakwalifikowano do grupy II. Organizacja szwadronu kawalerii na dzień 20 listopada 1938 przedstawiała się następująco: dowódca szwadronu, szef szwadronu, drużyna ckm, drużyna gospodarcza, patrol telefoniczny i dwa plutony liniowe po cztery sekcje, w tym sekcję rkm . Liczył 2 oficerów, 1 chorążego, 6 podoficerów zawodowych, 4 podoficerów nadterminowych i 72 ułanów. Na uzbrojeniu posiadał 2 ckm, 2 rkm, 73 karabinki, 76 szabel. Posiadał też 83 konie wierzchowe. Szwadron wchodził w skład pułku KOP „Snów”.
Szwadron zmobilizowano w mobilizacji powszechnej w sierpniu 1939. Wspólnie ze szwadronem „Stołpce” utworzył dywizjon, który stanowił kawalerię dywizyjną 38 Dywizji Piechoty.

## Żołnierze szwadronu
Dowódcy szwadronu
- rtm. Józef Rajmund Grubowski[25][26] (od 2 października 1924 – 29 III 1930 → przeniesiony do szkoły podoficerów kawalerii[27] )
- rtm. Kazimierz Strawiński (20 III 1930 − 11 III 1933 → dowódca szwadronu „Nowosiółki”)[27]
- rtm. Władysław Walczyński (10 III 1933[27]  − )
- rtm. Stanisław Neyman (23 V 1936 był w 1938)[28]
- rtm. Kazimierz Strawiński (był w 1938)[28] ?
- rtm. Stanisław Neyman (był III 1939)[29]
- por. Leopold Denhoffner – 1939[24]

Obsada personalna w marcu 1939
Ostatnia „pokojowa” obsada oficerska szwadronu
- dowódca szwadronu – rtm. Stanisław Neyman
- oficer szwadronu – rtm.  Henryk Bolesław Odyniec-Dobrowolski